# 현가장치

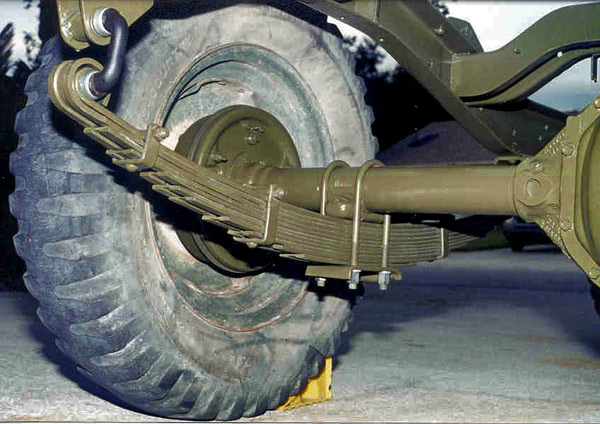
트럭 뒷바퀴의 현가장치.

현가장치(懸架裝置, 영어: suspension)란 차량의 차대 등 프레임에 바퀴를 고정하는 완충장치이다.

## 기갑전투차량 현가장치
전차를 포함한 군용 기갑전투차량은 특화된 현가장치를 필요로 한다. 기갑 전투 차량은 47톤 이상의 무게가 나갈수도 있고 험준하거나 무른 지형에서도 가능한한 빠르게 움직여야 한다. 현가장치를 구성하는 부품들은 지뢰나 대전차무기에도 견뎌야 한다. 트랙으로 된 기갑 전투차량은 한 쪽 면에 최대 9개의 로드휠(roadwheel)을 장착하기도 한다.

## 같이 보기
- 맥퍼슨 스트럿 식 서스펜션
- 멀티링크 식 서스펜션
- 캐스터각
- 자기 부상